# گل‌اغلولار

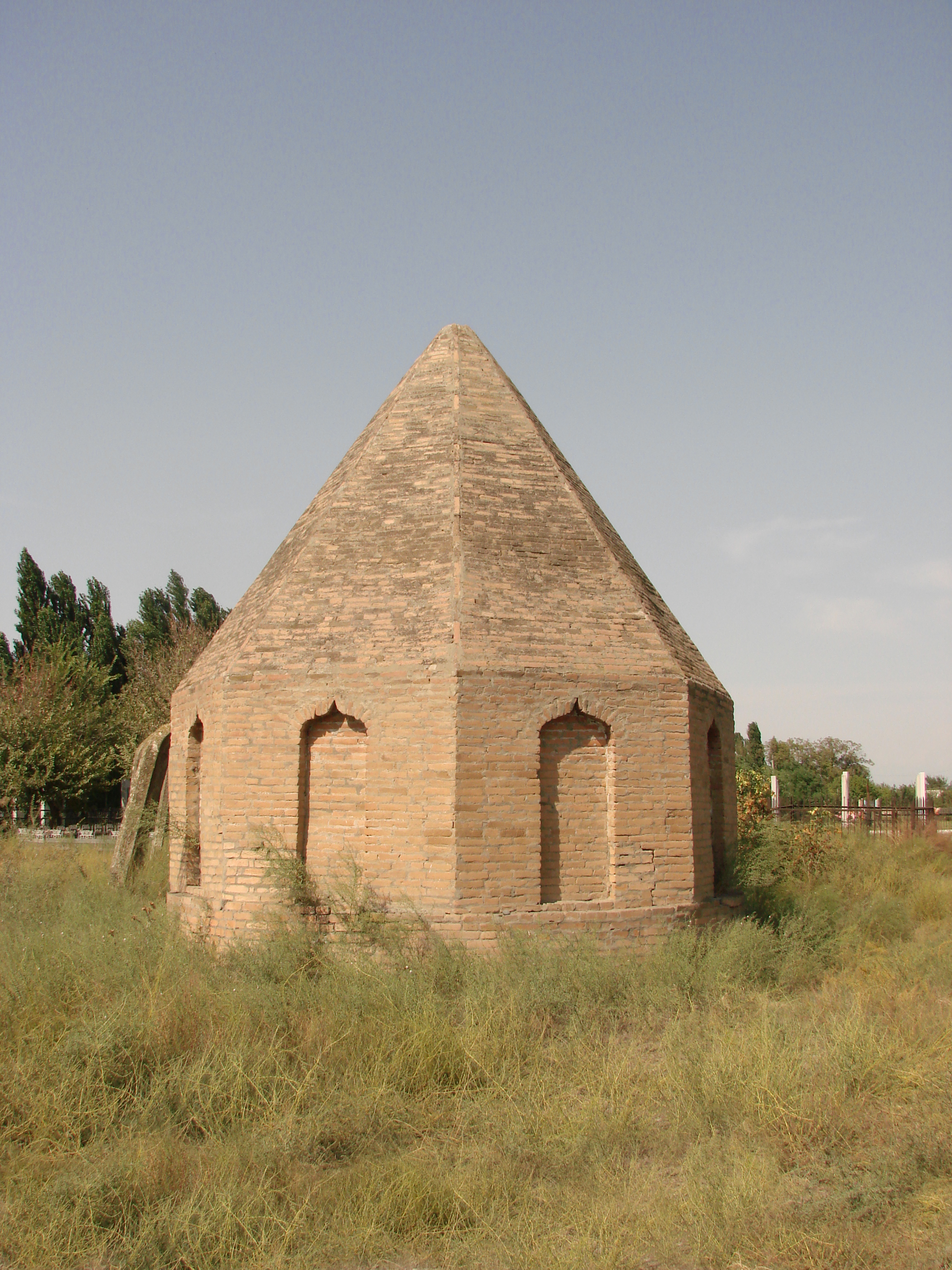

گل‌اغلولار (به لاتین: Güloğlular) یک منطقه مسکونی در جمهوری آذربایجان است که در شهرستان بردع واقع شده است. پری‌اغلولار ۹۴۱ نفر جمعیت دارد.